# (9921) 1981 EO18
(9921) 1981 EO18 — астероїд головного поясу, відкритий 2 березня 1981 року.
Тіссеранів параметр щодо Юпітера — 3,538.